# Události, komentáře
Události, komentáře je analyticko-zpravodajský pořad veřejnoprávní České televize, vysílaný živě ve všední dny od 22.00 na kanálu ČT24. Přenos probíhá ze studia 6 na Kavčích horách. V rolích moderátorů se střídají Barbora Kroužková, Michal Kubal, Jana Peroutková, Martin Řezníček, Tereza Řezníčková a Daniel Takáč.
Hosté, přímí aktéři událostí, stejně tak komentátoři a analytici z řad odborné a novinářské obce, se vyjadřují k aktuálním kauzám, které stojí v centru mediálního zájmu.

## Historie
Pořad vznikl v roce 2002 poté, co došlo ke zrušení dvou pořadů podobného zaměření, „21“ na ČT2 a Události plus na ČT1, kde byl pořad také prvních pět let vysílán. Od roku 2005 jej současně přenášel i zpravodajský kanál ČT24. Od 2. ledna 2007 do 30. prosince 2009 pak následovalo vysílání na ČT2, kde vznikla jeho současná podoba.
Pod názvem Události, komentáře bylo také v období 1990–1993 vysíláno dřívější 2. vydání TN a Aktuality. Od roku 2018 je pořad moderátorsky propojen s Událostmi, hlavní zpravodajskou relací České televize.

## Tým
Do začátku roku 2014 spadal tým pořadu do gesce vedoucího redakce večerního kontinuálního zpravodajství ČT Ondřeje Kopy a vyjma moderátorů se na vzniku podíleli editoři Jan Ouředník a Jan Rozkošný, politická analytička Martina Lustigová a Lenka Vinšová, která působila jako asistentka a zpracovatelka analýz.
V první polovině roku 2014 se tým připravující Události, komentáře proměnil. Vedoucí dramaturgyní se stala bývalá zástupkyně šéfredaktora MF Dnes Martina Riebauerová, editory někdejší dramaturg TV Prima Ladislav Henek a bývalý editor MF Dnes Petr Švec. Pořad se dostal do gesce zástupce šéfredaktora ČT24 Čestmíra Fraňka, který je zodpovědný za publicistické pořady (např. Historie.cs a Interview ČT24).
V polovině roku 2018 došlo na provázání pořadu s hlavní zpravodajskou relací České televize Události. Proměnil se moderátorský tým a Události, komentáře začaly moderovat tváře Událostí Michal Kubal, Marcela Augustová, Jakub Železný, Daniela Písařovicová, Martin Řezníček a Světlana Witowská. Ke změně došlo i mezi editory, kdy Ladislava Henka nahradil Teodor Marjanovič, někdejší redaktor MF Dnes a komentátor Hospodářských novin. Na výrobě pořadu – zejména zpravodajských částí – se začali podílet i editoři Událostí.
V září 2020 se tým opět proměnil. Světlana Witowská se vrátila k moderování Interview ČT24 a moderátorský tým Událostí, komentářů doplnily Jana Peroutková, moderátorka pořadů Interview ČT24, 90' ČT24 nebo Studia 6, a Linda Bartošová se zkušenostmi z Interview ČT24, 90´ nebo Horizontu. Linda Bartošová opustila Události, komentáře v červenci 2021. Pořad připravují dramaturgové Petr Švec, Robert Klos a Miloš Minařík, hlavní dramaturgyní je Martina Riebauerová.
| Moderátor         | období                   |
| ----------------- | ------------------------ |
| Martin Řezníček   | od června 2018           |
| Michal Kubal      | od června 2018           |
| Jana Peroutková   | od září 2020             |
| Daniel Takáč      | duben 2014 – červen 2018 |
| Daniel Takáč      | od března 2023           |
| Barbora Kroužková | od března 2023           |
| Tereza Řezníčková | od prosince 2023         |

| Moderátor            | nástup      | odchod          |
| -------------------- | ----------- | --------------- |
| Veronika Sedláčková  | 2002        | 2005            |
| Jan Němec            | 2002        | 2007            |
| Daniela Drtinová     | 2002        | září 2013       |
| Bohumil Klepetko     | duben 2012  | září 2013       |
| Martin Veselovský    | 2007        | 31. březen 2014 |
| Zuzana Tvarůžková    | duben 2014  | červen 2014     |
| Lukáš Dolanský       | září 2013   | listopad 2017   |
| David Borek          | 2006        | 2006            |
| David Borek          | duben 2014  | červen 2018     |
| Světlana Witowská    | 2005        | 2006            |
| Světlana Witowská    | červen 2018 | srpen 2020      |
| Daniela Písařovicová | červen 2018 | prosinec 2020   |
| Linda Bartošová      | září 2020   | listopad 2021   |
| Marcela Augustová    | červen 2018 | listopad 2022   |
| Jakub Železný        | 2007        | duben 2012      |
| Jakub Železný        | červen 2018 | listopad 2023   |

## Kauzy

### Odvolání Daniely Drtinové
Na počátku srpna 2013 vyvolalo mediální odezvu plánované odvolání moderátorky Daniely Drtinové. Nezávislá odborová organizace České televize proti tomuto kroku protestovala, když uvedla: „… vše nasvědčuje tomu, že by mohlo jít ze strany ČT o splnění politické zakázky,“ a v prohlášení vyjádřila možnou souvislost s ministrem kultury Jiřím Balvínem, který byl hostem moderátorky po svém původním odvolání ředitele Národního divadla a následně byl nespokojen se způsobem moderování. Moderátor Martin Veselovský s editory Janem Ouředníkem a Janem Rozkošným se ke kritice připojili a zaslali řediteli vyjádření, v němž mimo jiné žádali o zdůvodnění odvolání.
Vedení České televize spekulace o tlacích politiků odmítlo a ředitel zpravodajství Zdeněk Šámal sdělil, že Drtinová obdržela nabídku moderovat vlastní pořad Interview 24, jenž měl mít v názvu její jméno, což představuje profesní růst.
Pořad také k září 2013 opustil další moderátor Bohumil Klepetko.
Daniela Drtinová v souvislosti s odchodem z Událostí, komentářů přijala nabídku moderovat od 12. srpna 2013 vlastní podvečerní pořad Interview Daniely Drtinové a v prohlášení uvedla: „… byla [jsem] ujištěna, že mám důvěru vedení a že půjde o pořad zaměřený na kritickou analýzu, pořad politicky zacílený.“

## Události, komentáře týdne
Od ledna 2025 se pořad vysílá i v nedělní verzi, která má shrnout události uplynulého týdne analyzované z různých úhlů pohledu a doplněné o komentáře předních osobností veřejného života. Moderátorkami jsou Klára Radilová a Jana Fabiánová. Pod názvem Události, komentáře týdne byl také od 9. ledna 2011 do 1. července 2012 vysílán sestřih z Událostí, komentářů uplynulého týdne. V rolích moderátorů se střídali Daniela Drtinová, Jakub Železný, Bohumil Klepetko a Martin Veselovský.